# 利亞克林區
利亞克林區（西班牙語：Distrito de Llacllín），是秘魯的一個區，位於該國北部安卡什大區的雷奈伊省，始建於1963年11月8日，面積101.1平方公里，海拔高度3,008米，2005年人口807，人口密度為每平方公里8.0人。